# Religia w Hiszpanii

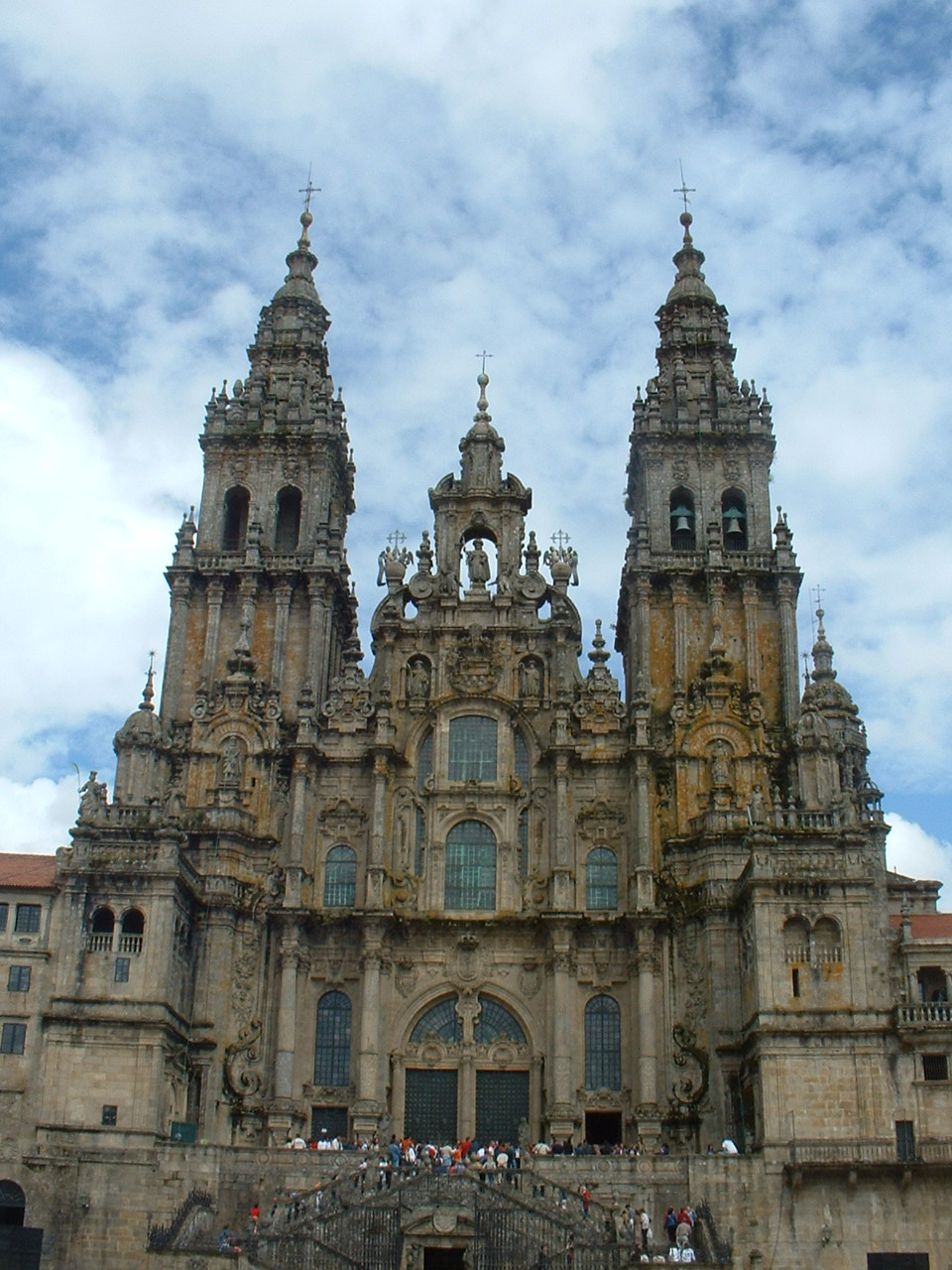
Katedra w Santiago de Compostela – jedna z najważniejszych świątyń pielgrzymkowych

Wolność wyznania jest zagwarantowana przez Konstytucję Hiszpańską. Według szacunków Centrum Badań Socjologicznych w Madrycie przeprowadzonych w styczniu 2022 roku większość (57,6%) społeczeństwa przyznaje się do katolicyzmu, ale mniej niż jedna piąta (18,9%) uczestniczy we mszy lub spowiada się. Drugą co do wielkości grupą są osoby niereligijne i niewierzące (38,1%), których liczba w ostatnich latach stale się zwiększa. 2,8% twierdzi, że należy do religii innej niż katolicka. Inne badania szacują większą liczbę mniejszości religijnych, w tym: muzułmanie (2 mln), protestanci (1,5 mln) i prawosławni (0,9 mln).
Według najnowszego sondażu Eurobarometru z 2010 roku odpowiedzi mieszkańców Hiszpanii na pytania w sprawie wiary były następujące:
- 59% – „wierzę w istnienie Boga”
- 20% – „wierzę w istnienie pewnego rodzaju ducha lub siły życiowej”
- 19% – „nie wierzę w żaden rodzaj ducha, Boga lub siły życiowej”
- 2% – „nie wiem”

## Historia
Katolicyzm stał się oficjalną religią Hiszpanii w 589 roku. Pojawienie się politycznego liberalizmu, na początku XIX wieku doprowadziło do serii konfliktów między Kościołem a państwem, zwłaszcza o ziemię i kontrolę kształcenia. Katolicyzm pozostał oficjalną religią państwa do Drugiej Republiki Hiszpańskiej (1931–1936). Po zakończeniu wojny domowej w Hiszpanii, generał Francisco Franco przywrócił katolicyzm jako religię państwową i zachował ten status do czasu proklamowania konstytucji z 1978 roku. Od tego czasu Hiszpania nie posiada oficjalnej religii, ale Kościół katolicki nadal otrzymuje wsparcie finansowe od państwa. Legalizacja rozwodów i aborcji, oraz reform edukacyjnych w 1980 roku przyniosła Kościołowi kolejny raz konflikt z rządem.
Odbiciem malejącej roli Kościoła i religii w Hiszpanii są drastyczny kryzys powołań i niedobór duchowieństwa, upowszechniający się relatywizm moralny, daleko posunięta tolerancja wobec antykoncepcji, aborcji, eutanazji, kohabitacji czy małżeństw homoseksualnych. Szczególnie młode pokolenie krytyczne jest wobec postaw i doktryn Kościoła odnośnie do etyki seksualnej i życia małżeńsko-rodzinnego. Młode pokolenie także w największym stopniu skłania się ku indywidualnej wierze bądź bezwyznaniowości. W 2005 roku zaledwie połowa młodzieży utożsamiała się z katolicyzmem, z czego jedynie 10% było zaangażowanych religijnie, a niespełna 4% systematycznie praktykowało. Z drugiej strony w obliczu gwałtownej laicyzacji życia publicznego, reformom rządzącej PSOE i napływowi muzułmańskich imigrantów widoczna jest także aktywna działalność organizacji katolickich mobilizujących prawicowe ugrupowania polityczne i zwolenników odnowy moralnej i tradycyjnych wartości rodzinnych i katolickich. Ruchy te jednak wydają się być w mniejszości.
W roku 2004 Federacja Jednot Ewangelickich w Hiszpanii (FEREDE) zwracała uwagę na brak wystarczającej neutralności religijnej w Hiszpanii. Zdaniem FEREDE kolejne rządy sprawujące władzę od czasu wprowadzenia konstytucji w 1978 znoszącej w Hiszpanii państwo wyznaniowe, zrobiły zbyt mało w walce z trwającą od setek lat dyskryminacją mniejszości religijnych.

## Dane statystyczne

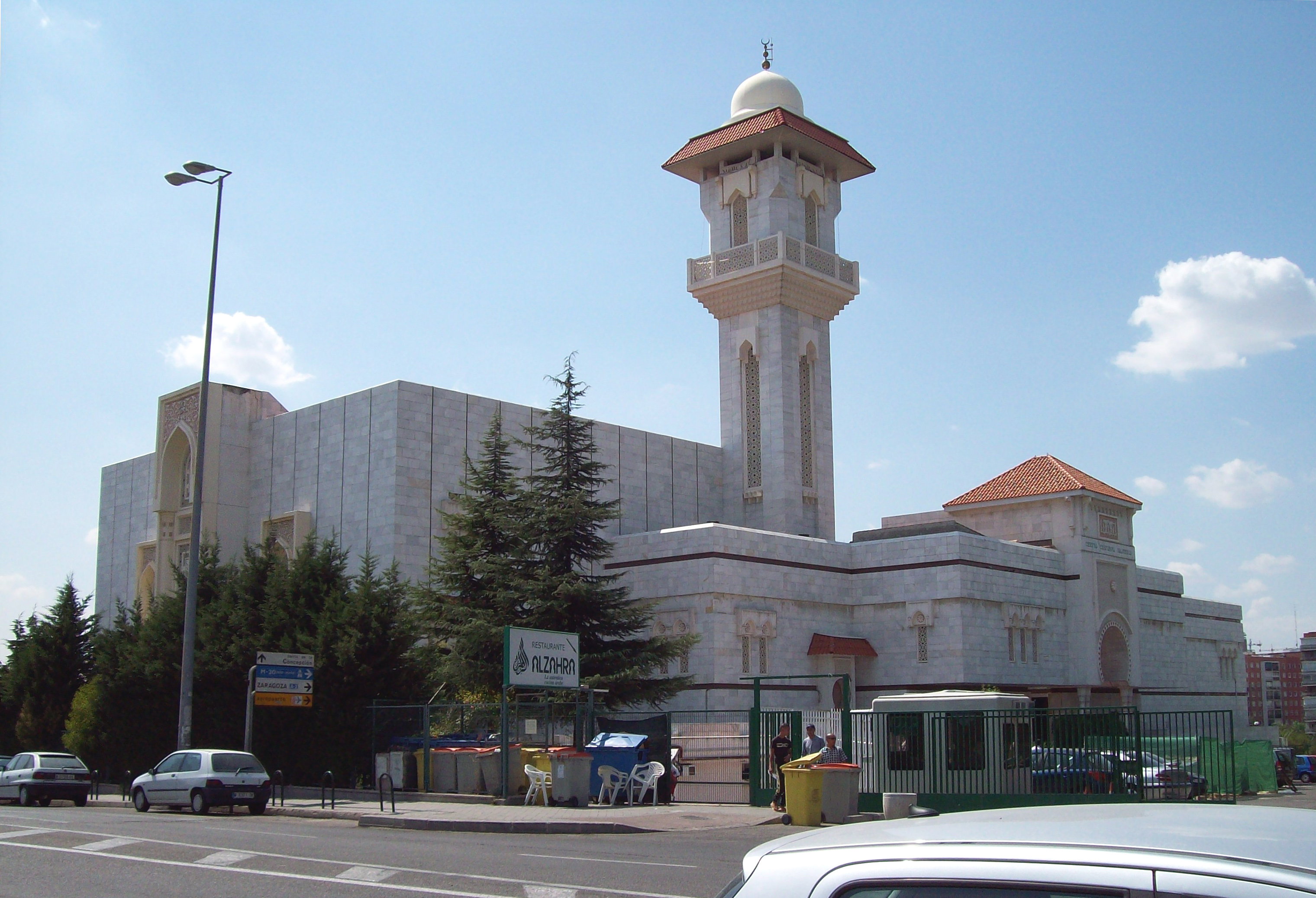
Islamskie Centrum Kultury i Meczet w Madrycie

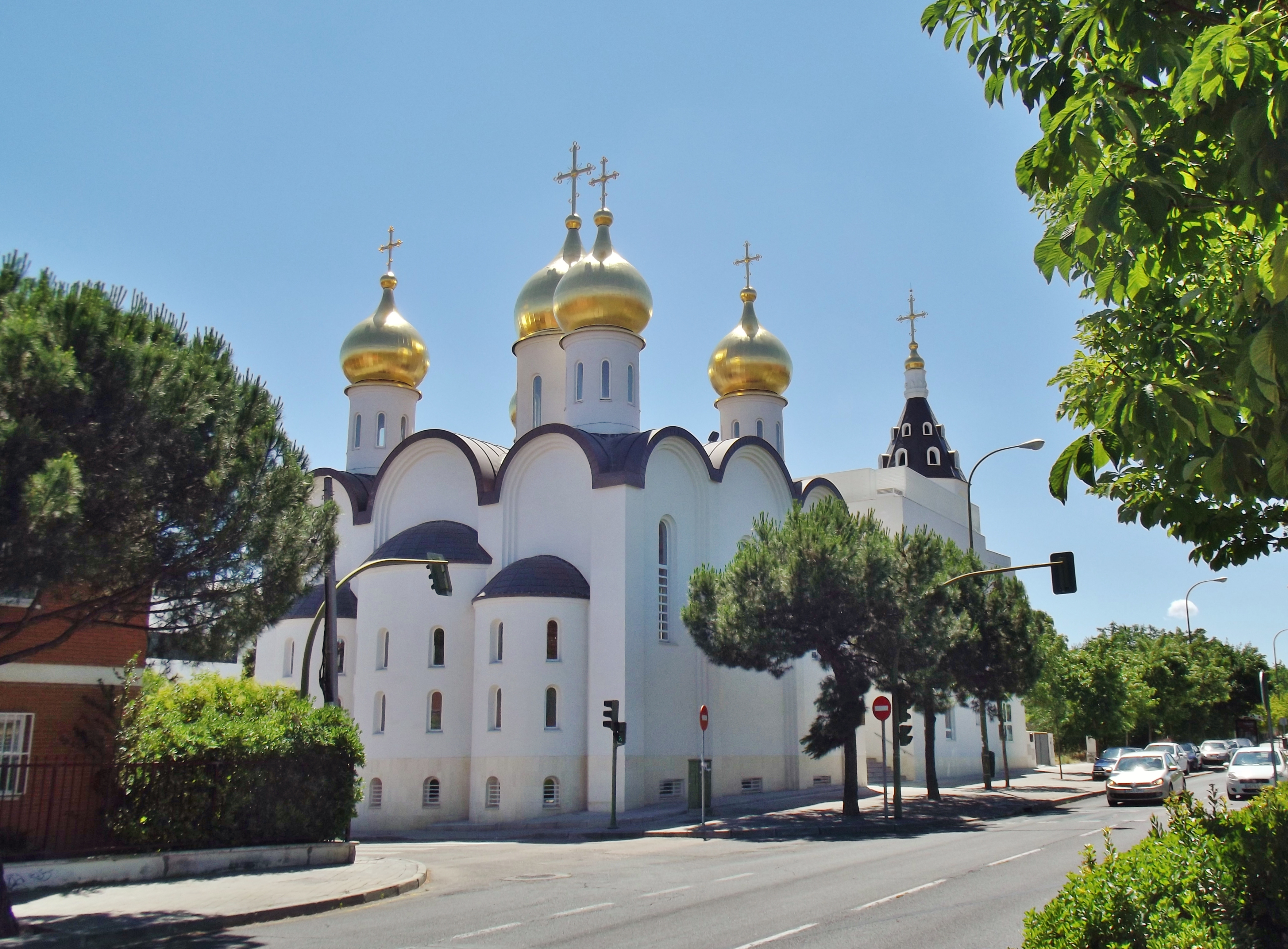
Cerkiew prawosławna św. Marii Magdaleny w Madrycie

Największe wspólnoty religijne w 2010 roku, według Operation World:
| Lp. | Religia/kościół      | Liczba wiernych | Procent ludności |
| --- | -------------------- | --------------- | ---------------- |
| 1.  | Kościół katolicki    | 34 010 tys.     | 74,8%            |
| 2.  | Islam                | 1 090 tys.      | 2,4%             |
| 3.  | Kościoły prawosławne | 562 tys.        | 1,24%            |
| 4.  | Judaizm              | 318 153         | 0,7%             |
| 5.  | Zielonoświątkowcy    | 311 989         | 0,7%             |
| 6.  | Ewangelikalni        | 150 tys.        | 0,33%            |
| 7.  | Świadkowie Jehowy    | 120 tys. (2022) | 0,25%            |
| 8.  | Kościół Anglikański  | 76 tys.         | 0,17%            |
| 9.  | Mormoni              | 45,5 tys.       | 0,1%             |
| 10. | Hinduizm             |                 | 0,1%             |
| 11. | Buddyzm              |                 | 0,1%             |